# Silvja Manzi
Silvja Manzi (Foggia, 24 luglio 1973) è un'attivista e politica italiana; è stata segretaria di Radicali Italiani tra il novembre 2018 e il novembre 2019.

## Biografia
Nata a Foggia nel 1973, si è trasferita a Torino dove ha lavorato come consulente editoriale. Del 1991 ha cominciato a militare nei radicali. Dal 1997 ha collaborato con Emma Bonino alla animazione delle iniziative per i diritti delle donne in Afghanistan nella campagna “Un fiore per le donne di Kabul”. Dal 2000 alla fine del 2001 ha collaborato con il Gruppo consiliare “Radicali-Lista Emma Bonino” del Piemonte occupandosi dei diritti negati nei Paesi del Sud Est Asiatico. Nel 2001 è stata arrestata nel Laos per aver organizzato con altri quattro militanti radicali (Olivier Dupuis, Nikolaj Khramov, Massimo Lensi, Bruno Mellano) una manifestazione nonviolenta nella capitale Vientiane, per chiedere conto della scomparsa di cinque leader studenteschi laotiani. Dopo due settimane di carcere con l'accusa di istigazione alla rivolta e un processo sommario, è stata espulsa dal Laos, rientrando in Italia anche grazie all'interessamento di Margherita Boniver, allora sottosegretario agli esteri. Da allora mantiene i contatti con gli esuli democratici del Laos (in particolare con il Mouvement Lao pour les Droits de l'Homme MLDH), organizzando eventi per far conoscere la situazione di quel paese e sostenere la democrazia, la riconciliazione, la libertà di espressione e di religione nell’area. Nel 2017 ha guidato una campagna politica per denunciare le influenze russe sul processo relativo a Vitaly Markiv ed alla morte di Andrea Rocchelli. 
Nel quinquennio 2014/2019, è stata nominata nel Comitato Diritti Umani della Regione Piemonte prendendo parte ai lavori e promuovendo eventi e iniziative informative. Nel 2019 è stata fermata e perquisita nei pressi del Quirinale per aver contestato assieme ad Antonella Soldo, allora presidente del partito radicale, l'accoglienza fatta al capo di stato russo Vladimir Putin dal governo italiano nel corso della visita ufficiale che si svolgeva in quei giorni. Tra il novembre 2018 e il novembre 2019 è stata segretaria di Radicali Italiani.
Nel gennaio 2018 è stata nominata amministratrice di +Europa, di cui è stata inoltre fondatrice e tesoriera fino a fine 2019. Alle elezioni europee del 2019 fu candidata in tutte le circoscrizioni per +Europa, senza risultare eletta.
Alle elezioni politiche anticipate del 25 settembre 2022 viene candidata per la Camera dei deputati nel collegio plurinominale Piemonte 1 - 02 come capolista e nel collegio Piemonte 1 - 01 in seconda posizione dietro a Riccardo Magi, senza risultare eletta.

## Opere e curatele
- Silvja Manzi e Gabriele Giuliano, L'Editing professionale. Breve guida al mestiere di editor, Diderotiana Editrice, 2017 2017.
- Igor Boni, Monica Cirinnà, Enzo Cucco, Bruno De Filippis, Filomena Gallo, Chiara Gribaudo, Franco Grillini, Yuri Guaiana, Luca Imarisio, I Diritti dell'Amore - Quarant'anni di lotte per il matrimonio egualitario, Silvja Manzi (a cure di), Diderotiana Editrice, 2017.
- Angiolo Bandinelli, Luca Frassineti e Olivier Dupuis, The radicals and nonviolence, Angiolo Bandinelli, Olivier Dupuis, Luca Frassineti, Silvja Manzi (a cura di), Roma, The New Party, 1994.